# Moenkhausia guaruba
Moenkhausia guaruba — вид харациноподібних риб родини харацинових (Characidae). Описаний у 2023 році.

## Назва
Вид названо на честь гуаруби (Guaruba guarouba), вид папуги, що має яскраве жовте забарвлення, схоже на забарвлення цієї риби.

## Поширення
Ендемік Бразилії. Мешкає у річці Брасу-Норті, притоці Телес-Пірес у басейні річки Тапажос біля підніжжя гірського хребта Серра-ду-Качімбо у штаті Пара на півночі країни.